# 福島県道161号久ノ浜停車場線
福島県道161号久ノ浜停車場線（ふくしまけんどう161ごう ひさのはまていしゃじょうせん）は、福島県いわき市久之浜にある一般県道である。

## 路線データ
- 起点：福島県いわき市久之浜町久之浜字北荒蒔（JR常磐線久ノ浜駅前）
- 終点：福島県いわき市久之浜町久之浜字北荒蒔
- 総延長：41 m[1]
  - 実延長：総延長に同じ[1]
- 路線認定年月日：1959年8月31日[2]

福島県道の中で最も延長が短い路線である。2011年3月11日に発生した東日本大震災に伴う津波被害からの復興事業として行われた久之浜震災復興土地区画整理事業により拡幅整備され、終点で接続する福島県道157号久之浜港線とあわせ久之浜はまかぜロードの愛称が付けられた。

## 通過する自治体
- 福島県
  - いわき市

## 接続・交差する路線
- 福島県道157号久之浜港線・福島県道395号四倉久之浜線（旧国道6号）（いわき市久之浜町久之浜字北荒蒔〈久之浜駅前交差点〉終点）

## 沿線
- JR常磐線 久ノ浜駅